# Znameanka, Krasnoperekopsk
Znameanka (în ucraineană Знам'янка) este un sat în comuna Orlivske din raionul Krasnoperekopsk, Republica Autonomă Crimeea, Ucraina.

## Demografie
Componența lingvistică a localității Znameanka
     Ucraineană (56,52%)
     Rusă (28,26%)
     Tătară crimeeană (2,17%)
     Belarusă (2,17%)
Conform recensământului din 2001, majoritatea populației localității Znameanka era vorbitoare de ucraineană (56,52%), existând în minoritate și vorbitori de rusă (28,26%), tătară crimeeană (2,17%) și belarusă (2,17%).